# Forever (Bobby Brown-album)
A Forever az amerikai énekes, Bobby Brown 4. stúdióalbuma, mely 1997-ben jelent meg. Az albumról az egyetlen kislemez Feelin' Inside jelent csupán meg, mely nem került fel slágerlistára. Az album korábbi csapatának a New Editionnak Home Again című turnéjának időpontjában jelent meg. Brown eredetileg egy Walt Disney produkcióban, a Goofie Movie című animációs filmben játszott volna, de kábítószer problémái miatt ez nem jöhetett létre.
Az album eredeti címe Bobby II lett volna, és olyan producerekkel készült el, mint  Teddy Riley, Sean Combs, R. Kelly, Tim & Bob és Jimmy Jam és Terry Lewis.

## Megjelenések
CD  MCA MVCE 24053 

LP Promo  MCA MCA8P 4116
1. "Nobody Does It Better" (featuring Whitney Houston) (Marvin Hamlisch, Carole Bayer Sager) – 0:52
2. "It's Still My Thang" (Derek Allen, Bobby Brown, Kenny Finnel) – 5:40
3. "Feelin' Inside" (Bobby Brown, Derrick Garrett, Felicia Jefferson, Fred Rosser) – 4:09
4. "She's All I Need" (Derek Allen, Bobby Brown) – 4:28
5. "My Place" (Bobby Brown, Tim Kelley, Bob Robinson) – 4:57
6. "Been Around the World" (Tim Kelley, Bob Robinson) – 4:50
7. "Give It Up" (Gerald Baillergeau, Bobby Brown, Victor Merritt, Jerome Woods) – 4:31
8. "Happy Days" (Derek Allen, Bobby Brown) – 4:30
9. "Forever" (Derrick Culbreath, Tim Kelley, Bob Robinson) – 4:43
10. "Sunday Afternoon" (Derek Allen, Bobby Brown, Kenny Finnel) – 5:04
11. "Heart and Soul" (Gerald Baillergeau, Bobby Brown, Victor Merritt, Jerome Woods) – 3:45